# Przylądek Lisburne’a
Przylądek Lisburne’a (ang. Cape Lisburne) – przylądek w północno-zachodniej Alasce (Stany Zjednoczone), w okręgu North Slope, położony na północno-zachodnim krańcu półwyspu Lisburne, nad Morzem Czukockim, około 65 km na północny wschód od miejscowości Point Hope.
W 1778 roku jako pierwszy Europejczyk przylądek dostrzegł James Cook, który nadał mu nazwę na cześć Wilmota Vaughana, hrabiego Lisburne.
W pobliżu przylądka znajduje się stacja radarowa i lądowisko US Air Force.